# Андреевка (Кувандыкский район)
Андреевка — упразднённая деревня в Кувандыкском районе Оренбургской области России. На момент упразднения входила в состав сельского поселения Чеботаревский сельсовет. Исключена из учётных данных в 2005 году.

## География
Располагалась на берегу реки река Абуляисова, выше впадения последней в реку Бужан, на расстоянии, примерно, 6,5 километра к западу от села Чеботарёво.

## История
По данным на 1939 год хутор Андреевский входил в состав Чеботаревского сельсовета Зиянчуринского района Чкаловской области. На хутор действовал колхоза «Согласие». Позже отделение колхоза «Заветы Ленина».
Постановлением Законодательного Собрания Оренбургской области от 16 февраля 2005 года № 1927/316-III-ОЗ деревня исключена из учётных данных.

## Население
По переписи 2002 года в деревне отсутствовало постоянное население.